# 미국의 대통령 지지율
이 문서는 미국의 대통령 지지율이다.

## 역대 대통령 지지율 그래프

미국의 역대 대통령 지지율 그래프
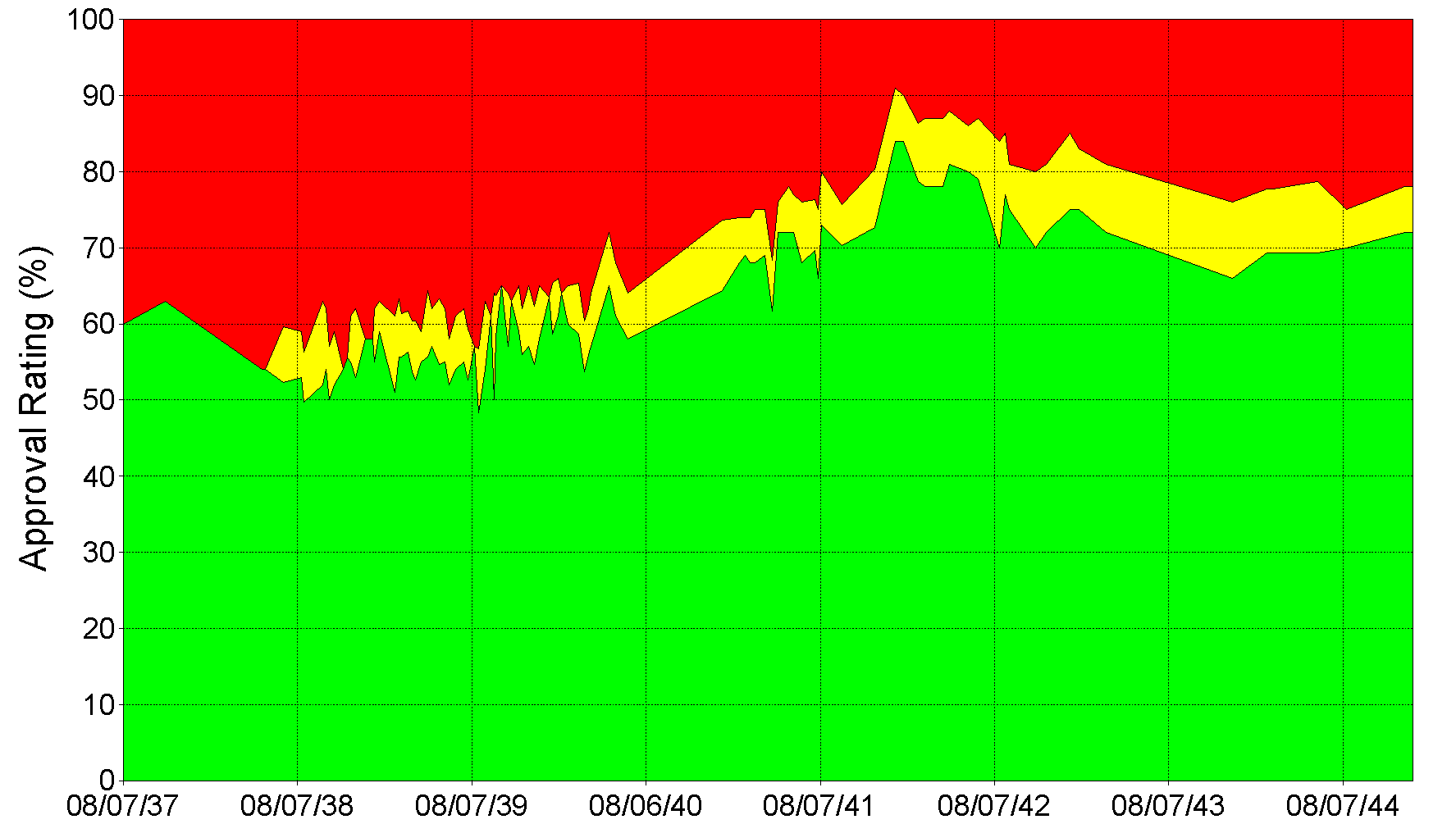
프랭클린 D. 루스벨트
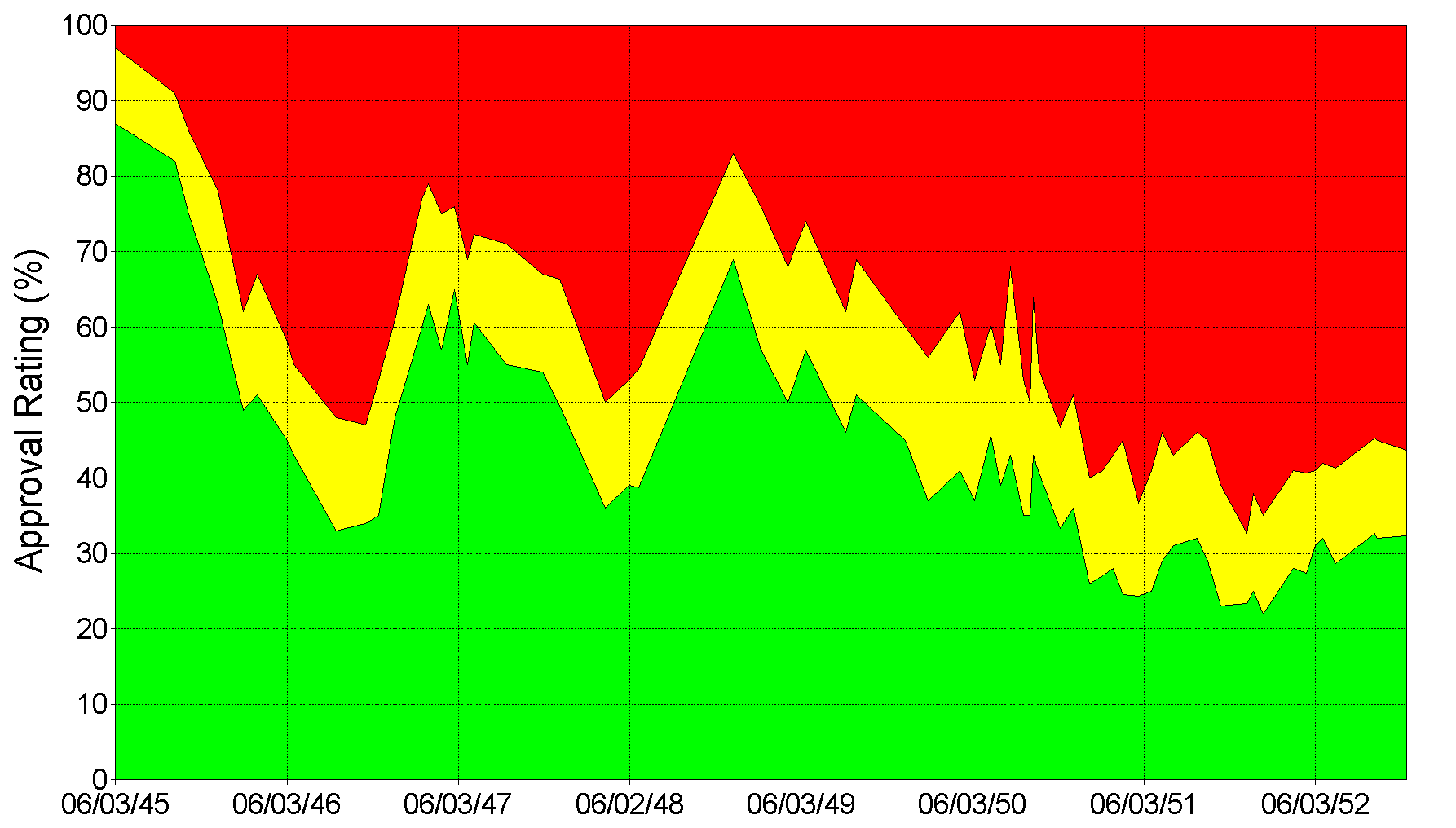
해리 S. 트루먼
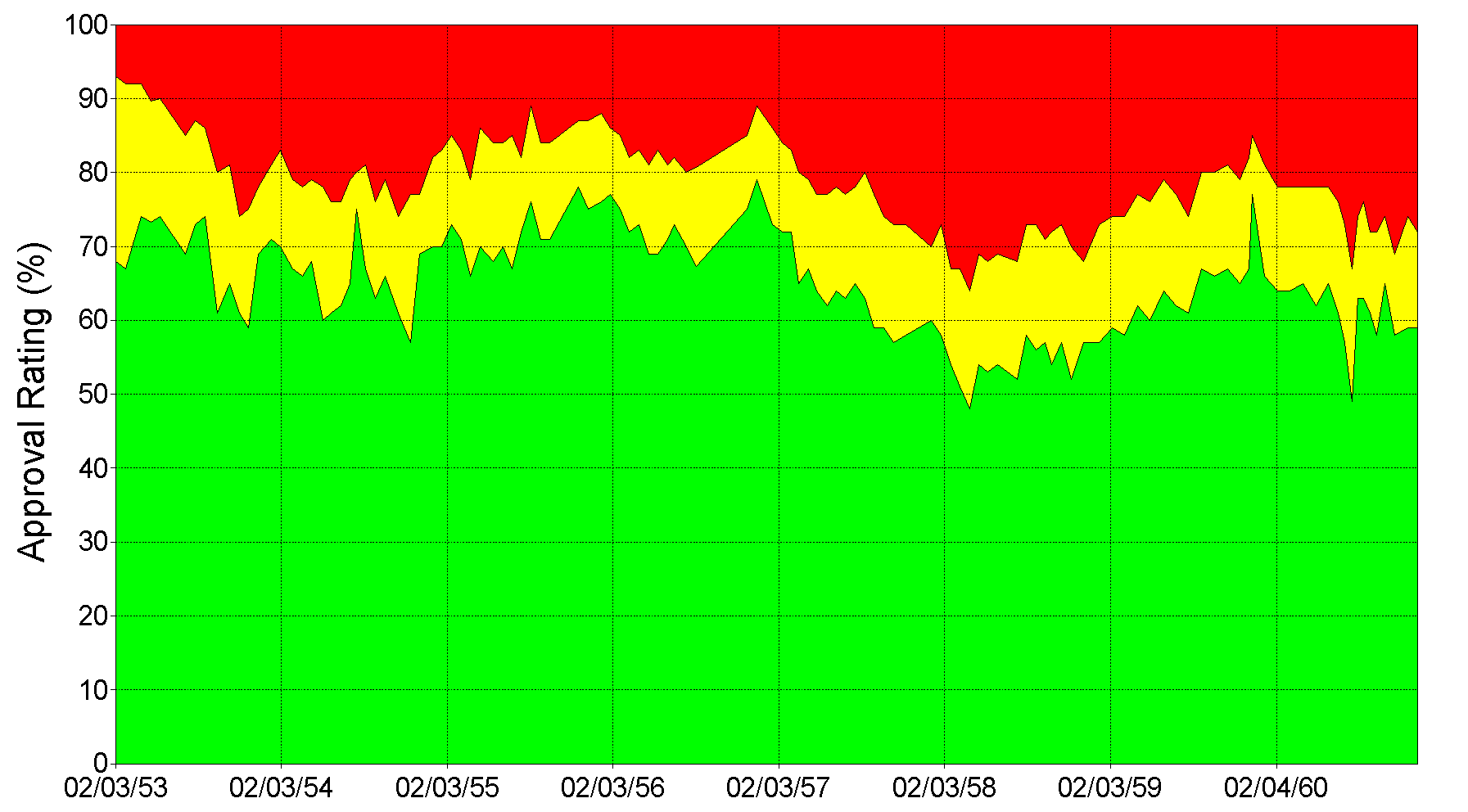
드와이트 D. 아이젠하워
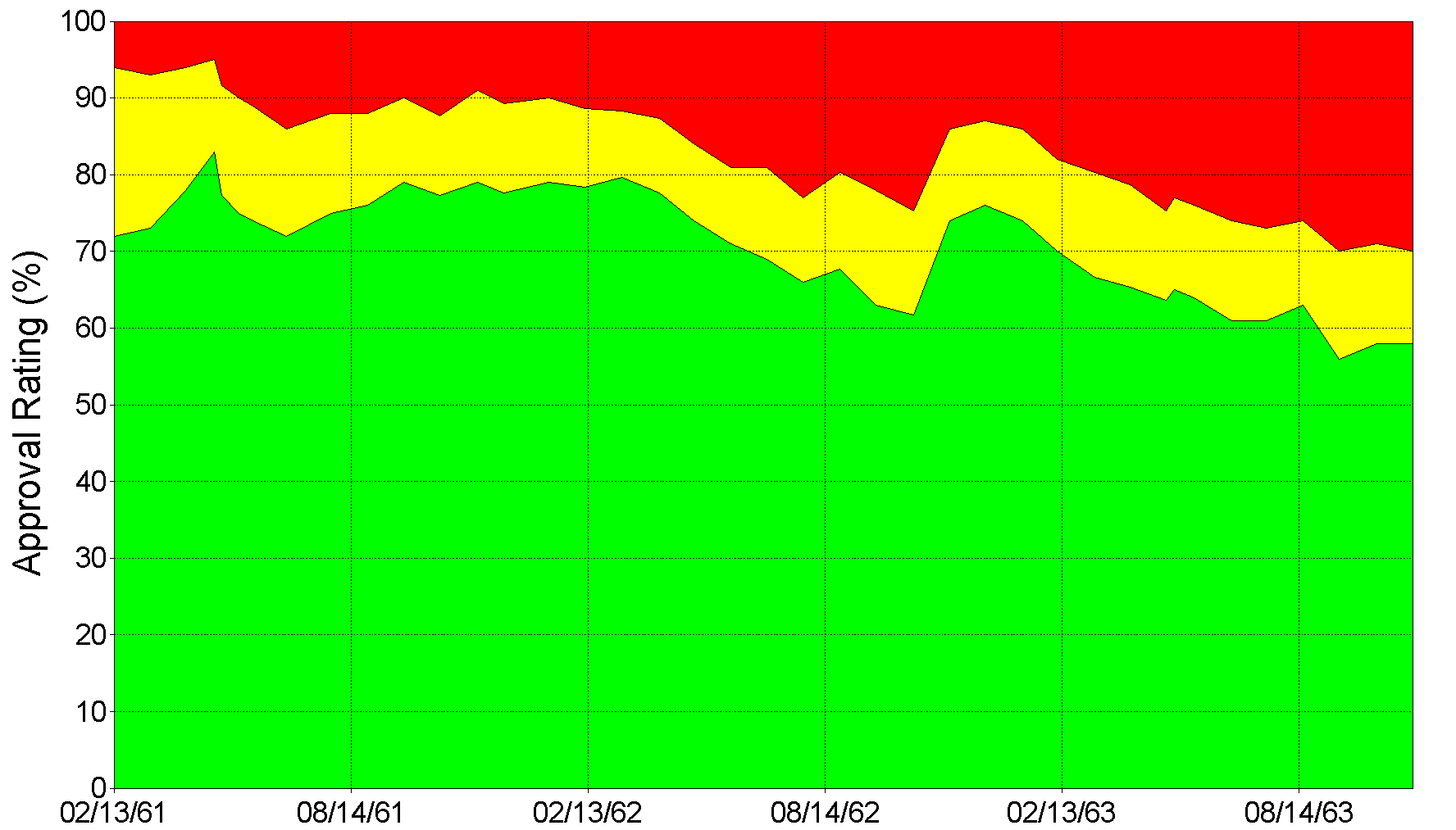
존 F. 케네디
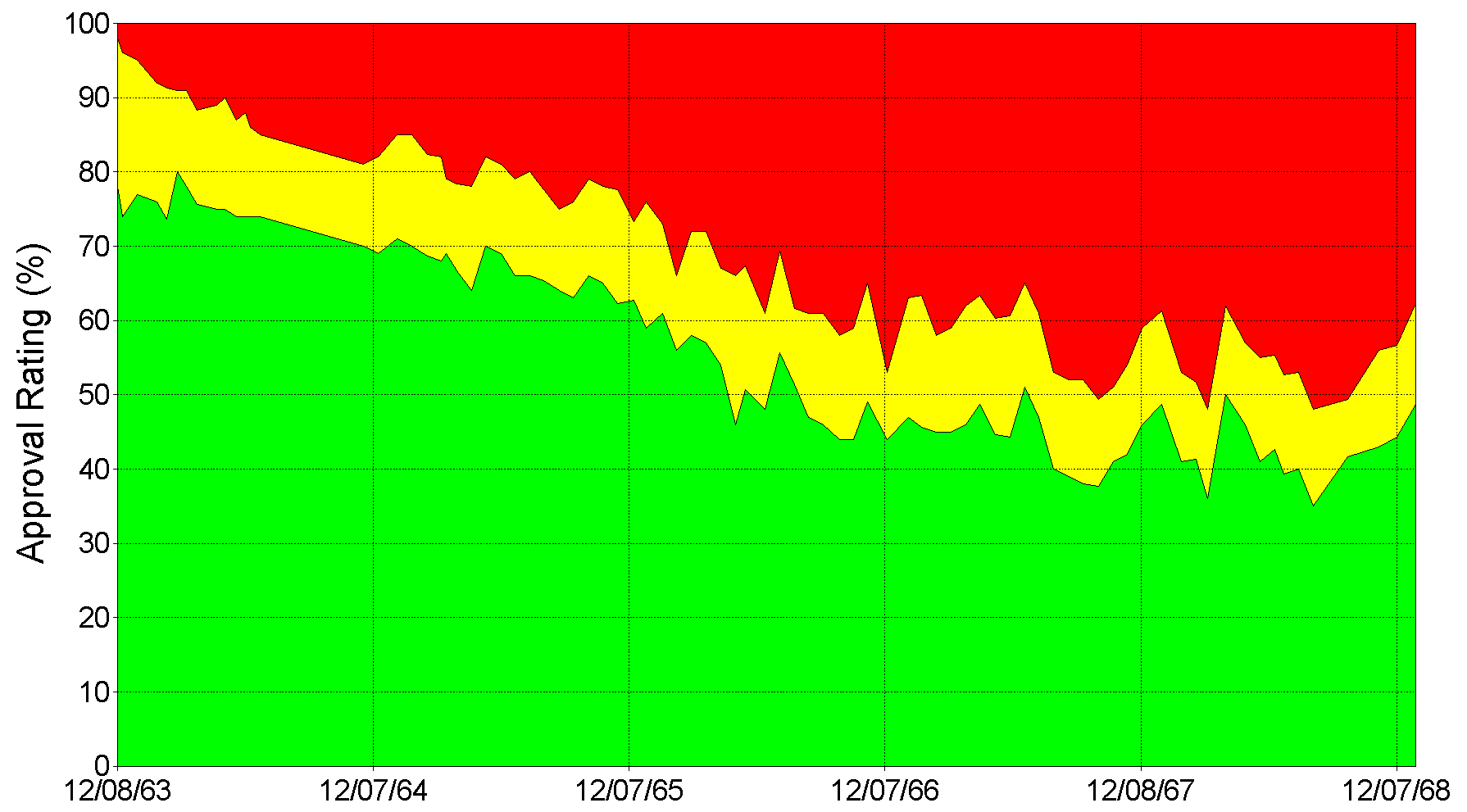
린든 B. 존슨
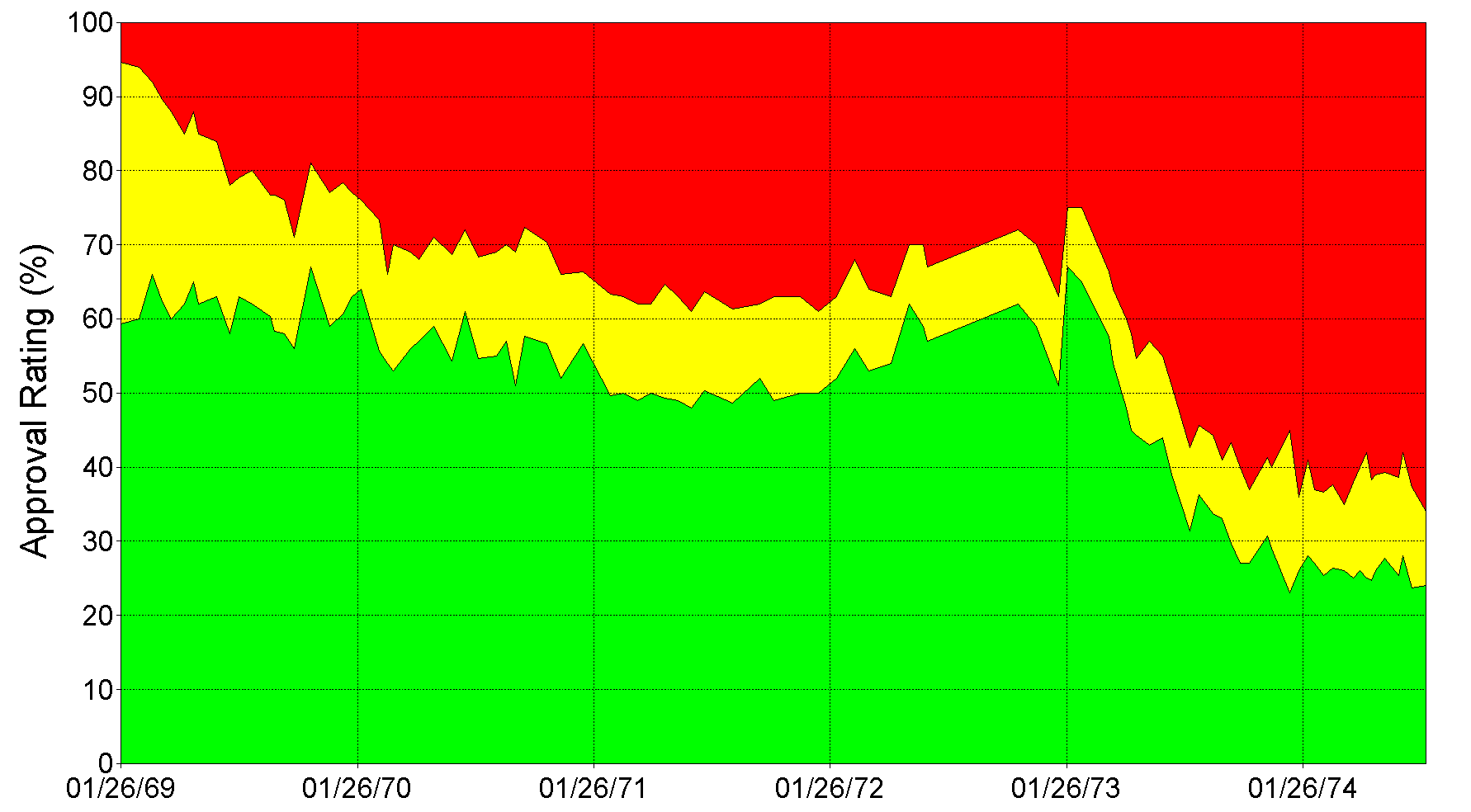
리처드 닉슨
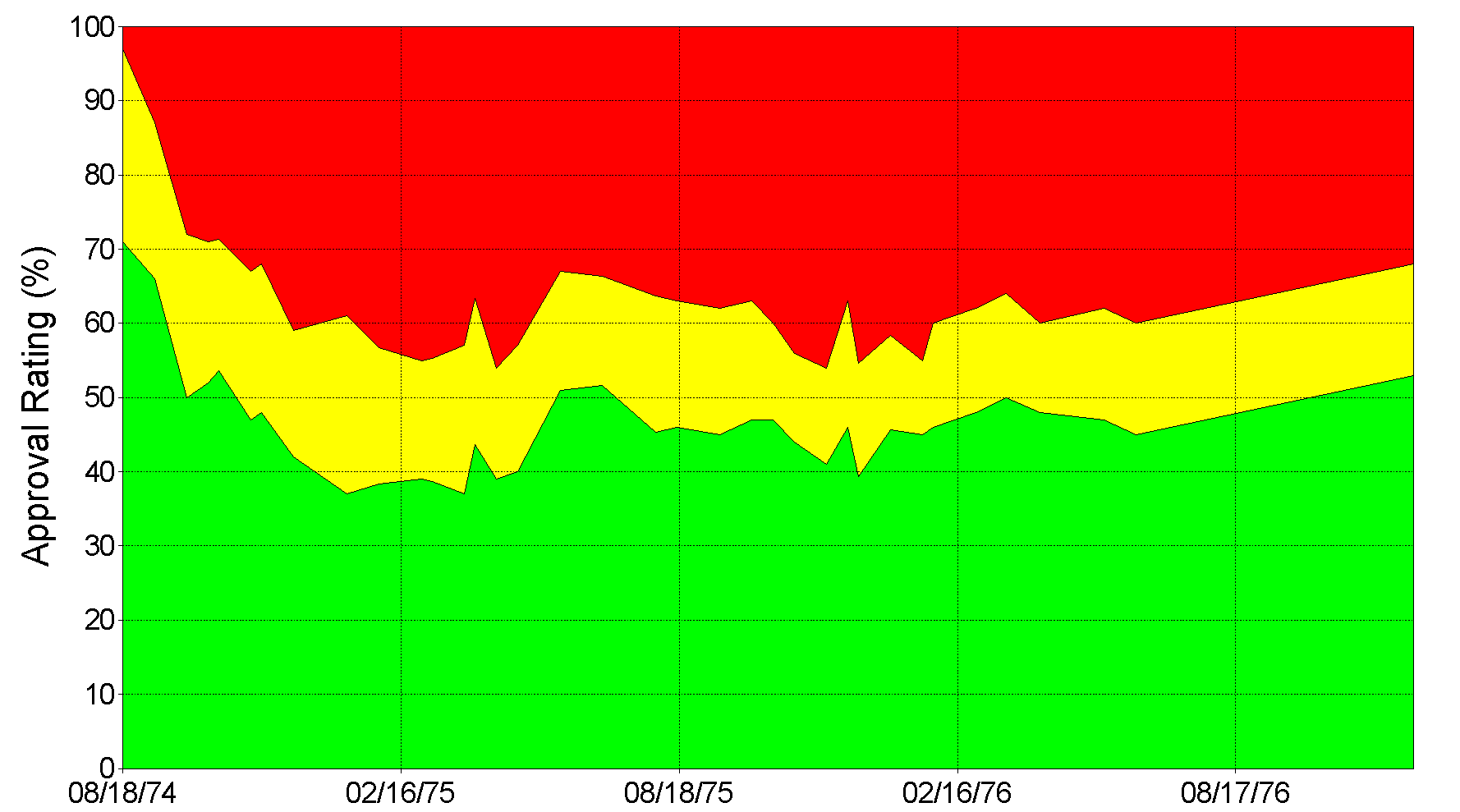
제럴드 포드
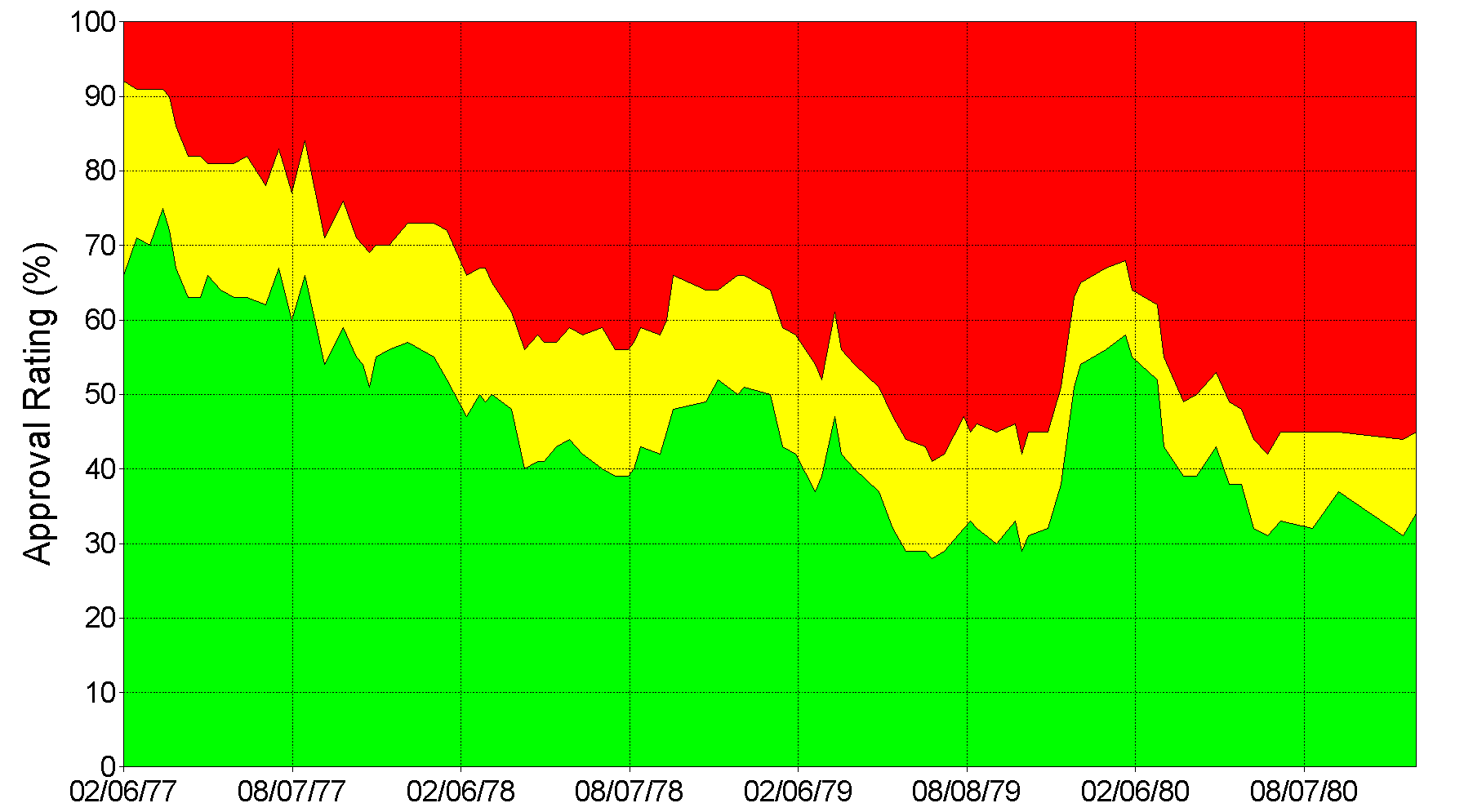
지미 카터
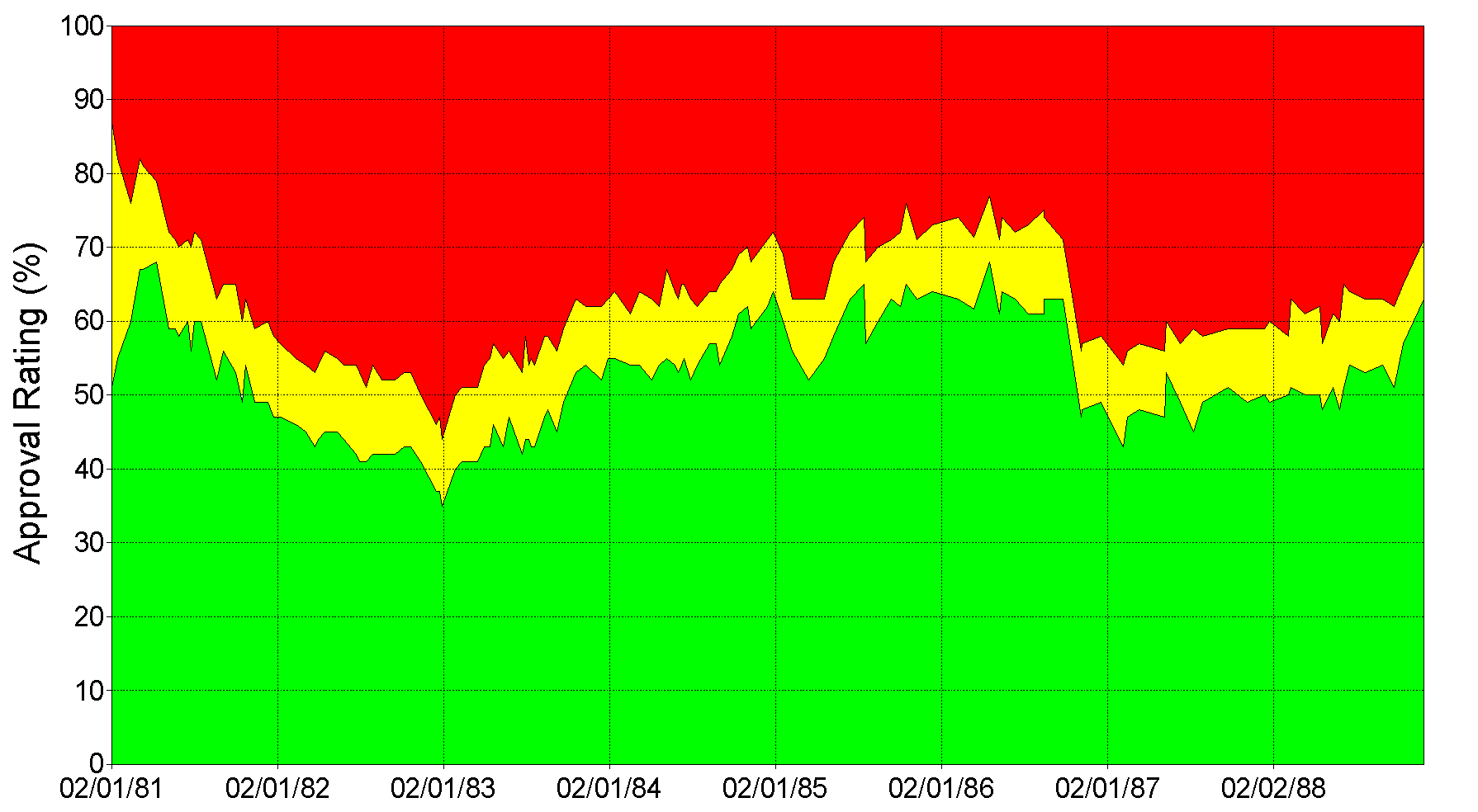
로널드 레이건
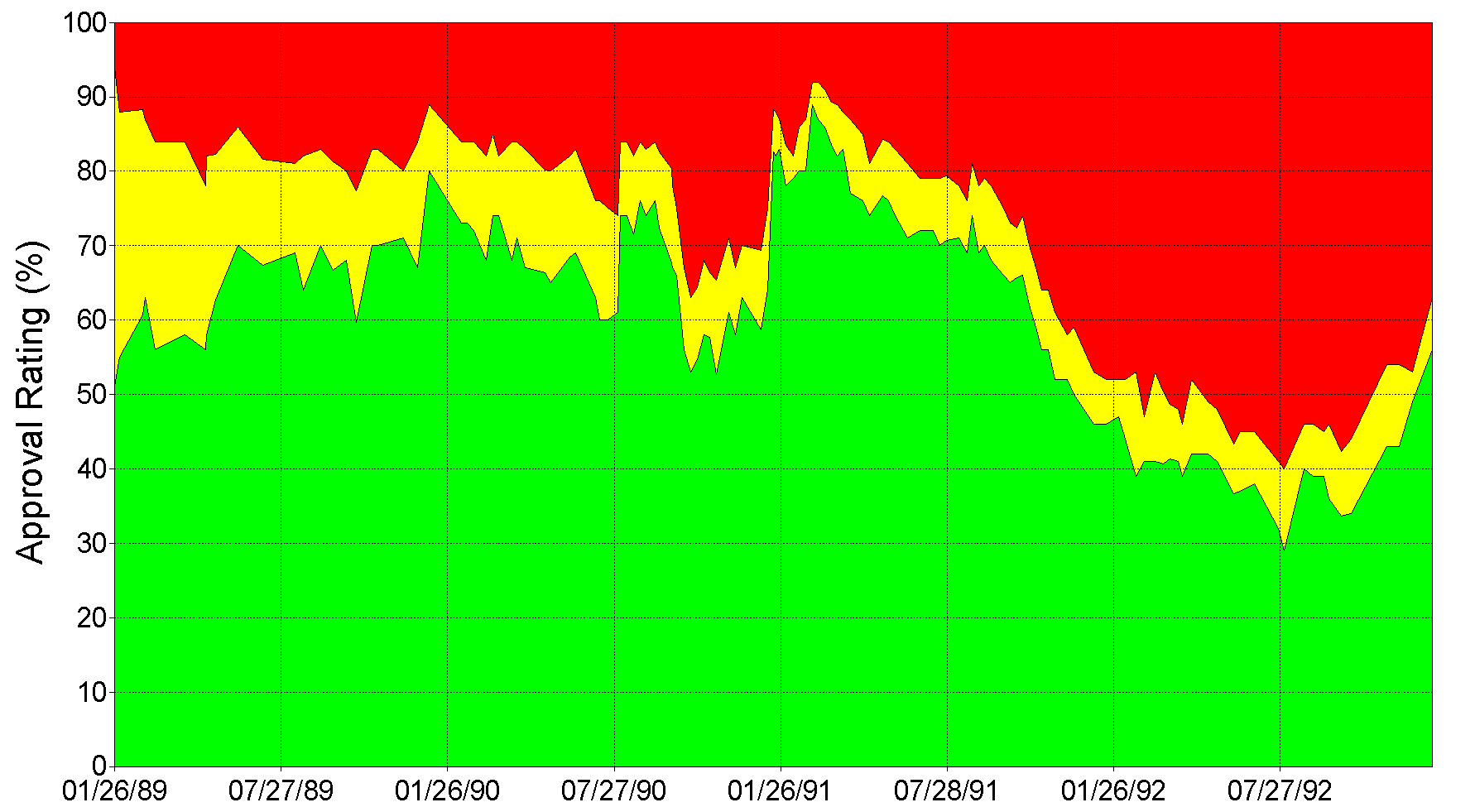
조지 H.W. 부시
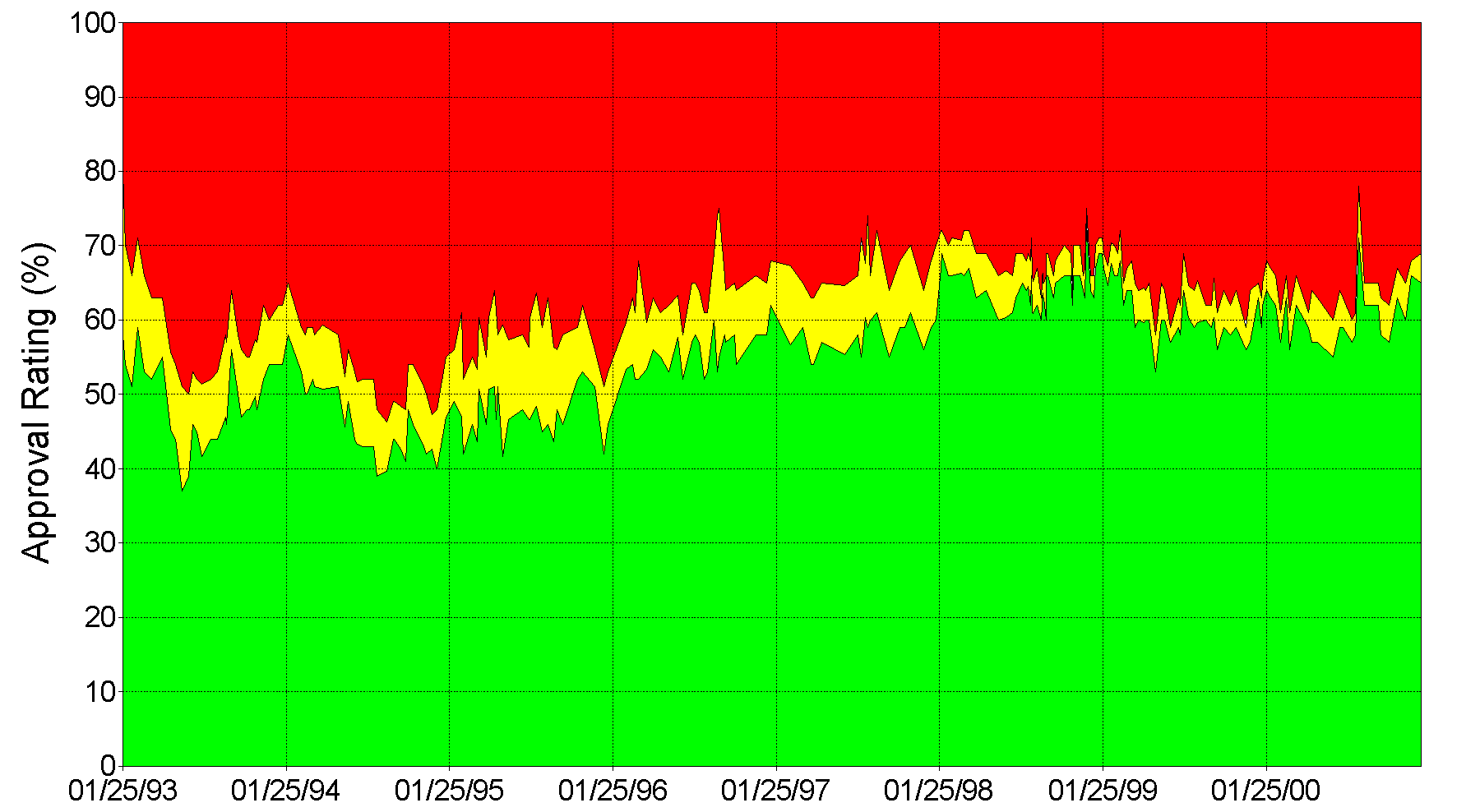
빌 클린턴
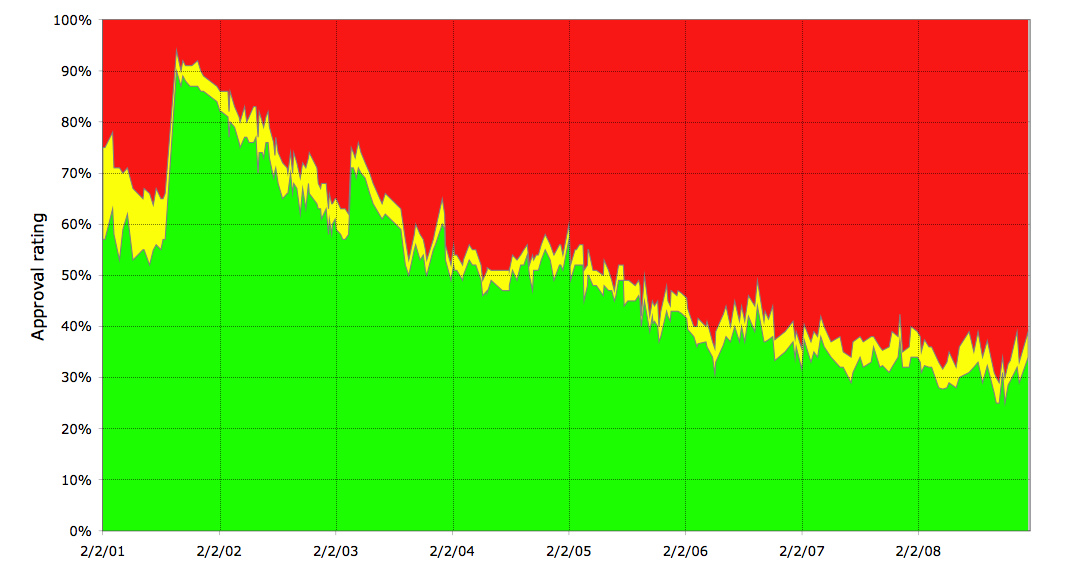
조지 W. 부시
버락 오바마
도널드 트럼프